# Wang Anshi
Wang Anshi, (王安石T, Wáng ĀnshíP, Wang An-shihW), nome di cortesia Jièfǔ (介甫T), conosciuto anche come Bànshān Lǎorén (半山老人T) (Linchuan, 8 dicembre 1021 – Jiangning, 21 maggio 1086), è stato un politico, economista, funzionario e poeta cinese della dinastia Song, il quale tentò di apportare riforme socioeconomiche controverse per l'epoca e criticate da diversi statisti e prosatori, il cui leader era il cancelliere Sima Guang.
Per quanto riguarda l'aspetto economico, le sue riforme permisero l'espansione dell'uso del denaro, destituirono il monopolio privato ed introdussero alcune forme di regolamentazione nel governo ed aiuti sociali. Per quanto riguarda, invece, l'aspetto militare, egli supportò l'utilizzo delle milizie locali rispetto ai più costosi militari professionisti. Nel sistema educativo e formativo, espanse il sistema di esaminazione e tentò, pur senza successo, di eliminare il nepotismo. Sebbene per un periodo le sue idee ebbero un discreto successo, a causa dei suoi oppositori infine l'appoggio dell'imperatore nei suoi confronti si trasformò in sfavore.

## Situazione storico-politica
Sotto la dinastia Song, lo sviluppo senza precedenti di latifondi, i cui proprietari riuscivano spesso ad evadere il pagamento delle tasse, portò ad un carico di tassazioni insostenibile per il popolo contadino. L'imperatore Shenzong si risolse a cercare l'aiuto pratico di Wang in seguito ad una drastica riduzione delle entrate dello stato, ad una sempre più incombente inflazione ed al pressante deficit economico.

## Carriera iniziale
Wang proveniva da una famiglia di studiosi imperiali (jinshi) del Sud della Cina, ed arrivò al quarto posto negli esami imperiali del 1042. Passò i primi venti anni della sua carriera nel governo regionale della bassa regione del Fiume Azzurro, periodo che gli servì per una formazione pratica.

## Riforme principali

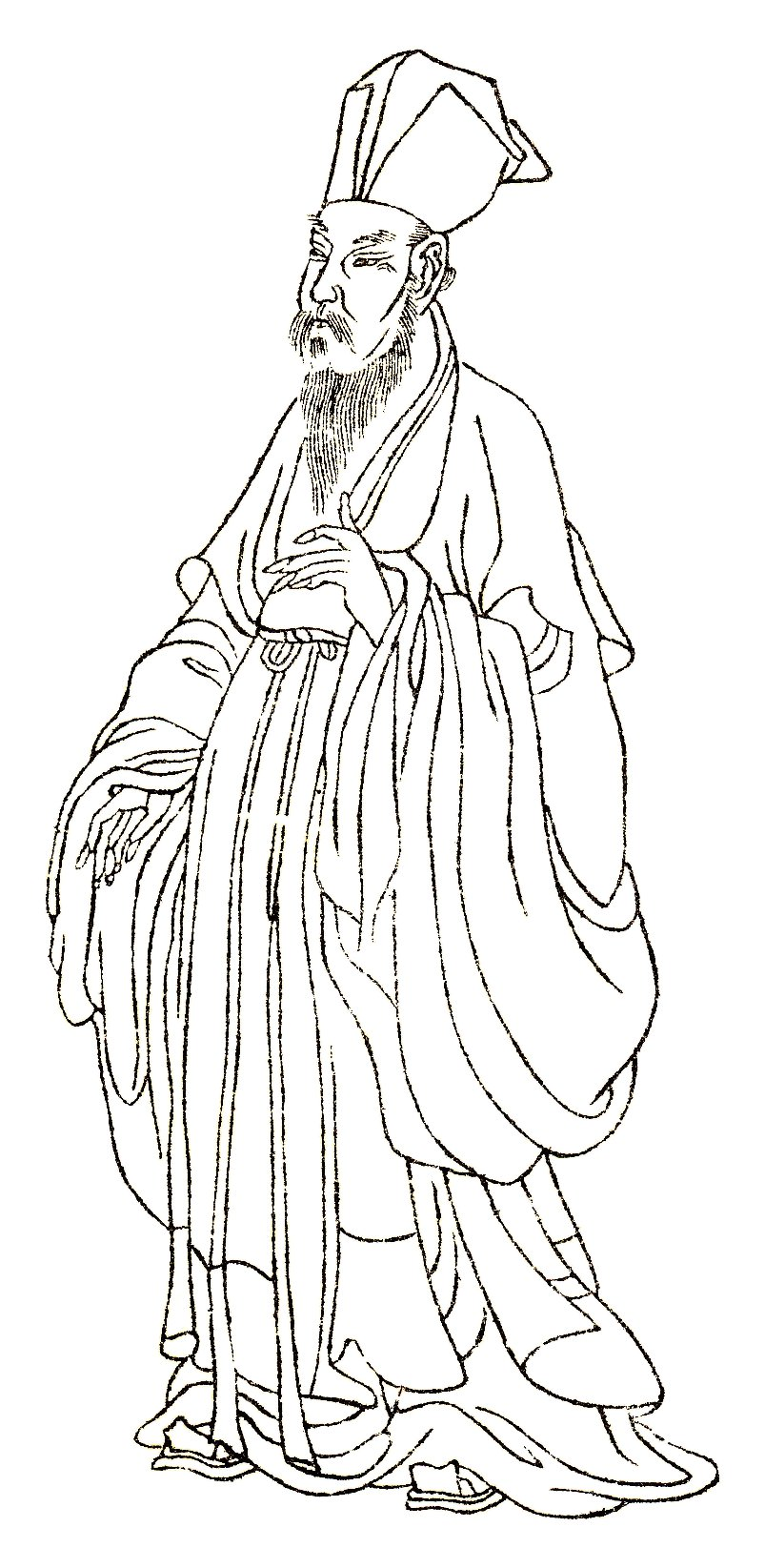
Illustrazione di Wang Anshi tratta da Wan Xiao Tang, 1743.

Wang aveva la ferma convinzione che lo stato sovrano dovesse fornire al proprio popolo le basi per una qualità di vita almeno decente: "Lo stato dovrebbe avere nelle sue mani la totale amministrazione del commercio, dell'industria e dell'agricoltura, stando attento ai bisogni delle classi lavoratici, ed impedendo che esse siano schiacciate dai ricchi".
Wang salì al potere come secondo cancelliere nel 1069, anno in cui introdusse ed iniziò a promulgare le sue Xinfa (新法), ossia "nuove leggi", che si basavano su tre punti principali:
- Finanza statale e commercio
- Ordine sociale e difesa
- Istruzione e miglioramento delle forme di governo

Alcune riforme finanziarie includevano il miglioramento dell'amministrazione del commercio, dei prestiti fatti ai contadini che poi sarebbero stati ripagati con il successivo raccolto, aumento della produzione di monete di rame e pagamento della manodopera in cambio di corvée. Per evitare le speculazioni ed eliminare il monopolio privato, promosse il controllo dei prezzi e la regolarizzazione del salario, inoltre istituì delle forme di pensione per gli anziani e i disoccupati. Lo stato iniziò a creare istituti pubblici quali orfanotrofi, ospizi, cimiteri e granai di riserva.
La riforma militare si incentrò sull'istituzione del sistema baojia, o unità famigliari organizzate (un sistema comune di applicazione delle leggi e controllo civile su base famigliare). Tale sistema assicurò la responsabilità collettiva in tutto ciò che riguardava la società, e fu più tardi utilizzato per rinforzare le difese locali. Successivamente egli propose la creazione di un sistema di allevamento di cavalli militari e il miglioramento della manifattura delle armi.
Per apportare migliorie al sistema di governo e d'istruzione, tentò di abbattere le barriere tra le carriere clericali ed ufficiali, oltre ad apportare una migliore superivisione per evitare che parentele e conoscenze venissero utilizzate per guadagnare un determinato rango. Al sistema di esami vennero aggiunti testi legislativi, militari e medici, e la matematica fu inserita tra gli argomenti da conoscere nel 1104. L'Accademia Nazionale fu trasformata in un reale luogo d'istruzione, mentre prima era considerata un luogo di riposo dove gli ufficiali aspettavano di ricevere delle nomine. Nonostante i buoni propositi di Wang, però, molte resistenze furono fatte alla sua riforma dell'istruzione.
Gli osservatori moderni hanno notato la vicinanza tra le sue teorie ed idee politiche ai concetti moderni di stato sociale e di economia pianificata.

## La caduta di Wang
Sebbene Wang avesse l'appoggio di figure prominenti a corte quali Shen Kuo, alcuni studiosi imperiali del calibro di Su Dongpo ed Ouyang Xiu si opponevano aspramente alle sue riforme, in quanto sostenitori di uno stato conservatore. Essi credevano che le riforme di Wang andavano contro il principio morale dei Tre Augusti e Cinque Imperatori, senza il quale non ci sarebbero state la pace e la prosperità favorite dagli antenati. La battaglia finì in favori dei conservatori, a causa di nuovi conflitti esteri la cui causa fu attribuita alle riforme di Wang, e quest'ultimo fu temporaneamente destituito nel 1075.
La carriera di Wang è stata un alternarsi di alti e bassi, ma l'inizio della sua crisi personale è avvenuto nel 1074, quando una carestia nelle regioni cinesi settentrionali portò molti contadini ad abbandonare le proprie terre e ad essere impossibilitati a ripagare il prestito annuo fatto dal governo. Gli esattori locali iniziarono a pressarli per consegnare comunque la loro cifra, e Wang fu ritenuto colpevole della loro crisi. L'imperatrice vedova era a sfavore di Wang ed egli iniziò a pensare al ritiro, tuttavia aveva ancora la benevolenza dell'imperatore, che gli concesse alti onori e lo nominò governatore di Jiangning (l'odierna Nanchino).
L'anno successivo fu richiamato a corte dall'imperatore, ma era ormai visto come politico vulnerabile e facilmente attaccabile dai gruppi conservatori. Wang preferì abbandonare Kaifeng e tornare a Nanchino, dove si dedicò allo studio ed alla poesia fino all'anno della sua morte, nel 1086.
Con la morte dell'imperatore Shenzong nel 1085, Wang fu soppiantato dalle fazioni politiche avversarie.

## Poesia
Oltre alla carriera politica, Wang Anshi era anche un rinomato poeta e prosatore. Scriveva poesie ispirandosi al modello del predecessore Du Fu, ed è tradizionalmente inserito negli "Otto grandi maestri prosatori delle dinastie Song e Tang" (唐宋八大家).